# Ostlappland

Lage der Verwaltungsgemeinschaft Ostlappland in Finnland

Ostlappland (finnisch Itä-Lappi) ist der Name einer von sechs Verwaltungsgemeinschaften (seutukunta) in der finnischen Landschaft Lappland. Wie der Name vermuten lässt, umfasst sie den Ostteil der Lapplands. Zur Verwaltungsgemeinschaft Ostlappland gehören die Stadt Kemijärvi und die Gemeinden Pelkosenniemi, Posio, Salla und Savukoski.